# سانجورو تانی
سانجورو تانی (به ژاپنی: 谷 三十郎 たに さんじゅうろ); ۱ ژانویهٔ ۱۸۳۲ – ۱۵ مهٔ ۱۸۶۶) سامورایی در اواخر دوره ادو فرمانده واحد هفتم شینسنگومی اهل ژاپن بود.
او در ۱۸۶۶ در معبد گیونشا در هیگاشیاما، کیوتو درگذشت. مزار او در معبد یاساکا در کیتا (اوساکا)، شهر اوساکا قرار دارد.